# シンウルフ
シンウルフ（欧字名:Shin Wolf、1979年5月5日 - 1994年9月15日）は、日本の競走馬、種牡馬。主な勝ち鞍に1983年のスプリンターズステークス。

## 経歴
父・ラッキーソブリンはニジンスキー産駒で、競走馬時代はイギリスとアイルランドを走って15戦1勝。その1勝が英ダービーの前哨戦でG3のダンテステークスであり、アイリッシュダービーで2着に入るなど一応は現地の一戦級を走った。種牡馬としてはロングハヤブサ・スズマッハ・ラッキーゲランなどを送り出し、ブルードメアサイアーとしてもコスモドリーム・カネツクロス・ショウナンカンプ・マイネルセレクトを出すなど一定の影響力を残している。母・スノーショットは競走馬時代の1975年に10月18日・福島芝1000mのプラタナス賞（300万下）でレコード勝ちを収めたことがあり、その母の健宝（競走馬名・ケンホウ）は1962年の桜花賞馬。母系は小岩井農場の基礎輸入牝馬の1頭であるフロリースカツプに遡る下河辺牧場の名牝系であり、近親にはナリタハヤブサがいる。

### 戦績
1982年5月に京都ダート1200mの未勝利戦でデビューし、先行するも粘りきれず4着であった。阪神での2戦目は1番人気に推されて2着、舞台を中京に移した3戦目で初勝利を挙げる。続く7月のえのき賞（400万下）で初芝ながら1分9秒0の好タイムで逃げ切ると、次走の西脇特別（800万下）も早め先頭の競馬で押し切り、京都の短距離S（1300万下）では人気に応えてレコード勝ち。4連勝でオープン入りを決めると、秋は平場のオープン戦から始動。11月のマイル戦は9着、12月の1800m戦はペースに恵まれながらも2着と惜敗。重賞初挑戦となったCBC賞ではゲイルスポート・ブロケードら有力馬を抑えて1番人気に支持されたが、レースでは先手を奪うことが出来ず、武邦彦騎乗の伏兵・ハッピープログレスの4着に終わった。この年の優駿フリーハンデではマサヒコボーイ・ゲイルスポート・ハッピープログレスと同じ52kgを与えられ、重賞勝ちのない4歳スプリンターとしては最高レベルの評価であった。自らのスプリンターとしての価値を高めるべく、1983年は2月の淀短距離Sから始動。デビュー以来ずっと手綱を取っていた飯田明弘に代えて安田隆行が鞍上に据えられたが、好スタートから楽に逃げ切って5勝目を挙げた。この勝利で弾みをつけたシンウルフは同月末のスプリンターズSに参戦し、鞍上には再び飯田が据えられた。当日は唯一の関西馬で3番人気の評価を受けた。レースでは1番人気のゲイルスポートが前半3ハロン33秒4のハイラップを刻んで逃げまくり、シンウルフは控える競馬で2番手を追走。2番人気のイクエヒカルは馬群で揉まれて気の悪さを露呈。4コーナーから直線に入ってもゲイルスポートは衰えなかったが、ラスト1ハロンというところで毎度お馴染みの強烈な失速を見せる。シンウルフは代わって先頭に立つと、追い掛けるキヨヒダカ・ステイードの追撃を振り切って重賞初制覇。その後は笹針を打たれて調整している際に左第一指骨を骨折し、5歳の充実期を棒に振ってしまう。復帰は1984年8月の北九州記念まで待たねばならなくなり、その復帰戦はブービーの11着に大敗。元々叩いて良くなるタイプという意識を持っていた陣営は将来を悲観していなかったが、スワンSではニホンピロウイナーから2.8秒離された8着に沈んだ。CBC賞では2年前と同じくハッピープログレスにやられて11着に敗れ、1985年は安田が騎乗した淀短距離Sで2年ぶりの勝利を挙げるが、これが現役最後の勝利となった。小倉日経賞6着を最後に障害競走へ転向するが、1戦使っただけで結果は残せず。同年途中に栗東・松元省一厩舎から新潟・河内義昭厩舎へ移籍。年内に2戦してA1特別1勝を挙げているが、新天地でも脚部不安に悩まされる。1986年は8戦して未勝利、神無月特別3着が最高という結果に甘んじる。重賞では全く通用しなかった。同年引退。

### 引退後
引退後は「カシノ」の冠名でお馴染みの柏木務によって、鹿児島県の柏木牧場で種牡馬として繋養される。20万円という種付け料の安さもあり、種牡馬初年度から30頭を超える繁殖牝馬を集める人気ぶりで1990年にデビュー。産駒は早熟性を武器に中央の九州産馬限定戦を中心に活躍。中央で活躍する産駒が多かったことから、九州の競走馬生産者のなかにはシンウルフのことを「神様」と呼ぶ者もいた。1994年9月、肺に水が溜まったことが原因で死去。享年16歳。

## 主な産駒
- カノヤウルフ（1990年ひまわり賞）
- カシノコウエイ（1991年ひまわり賞）
- カシノリュウセイ（1996年ひまわり賞）

## 血統表
| シンウルフの血統（ニジンスキー系/Nasrullah 4×4=12.50%、Nearco 5×5×5=9.38%） | シンウルフの血統（ニジンスキー系/Nasrullah 4×4=12.50%、Nearco 5×5×5=9.38%） | シンウルフの血統（ニジンスキー系/Nasrullah 4×4=12.50%、Nearco 5×5×5=9.38%） | （血統表の出典）      | （血統表の出典） |
| 父 *ラッキーソブリン Lucky Sovereign 1974 鹿毛                              | 父の父Nijinsky II 1967 鹿毛                                                 | Northern Dancer                                                             | Nearctic              | Nearctic         |
| 父 *ラッキーソブリン Lucky Sovereign 1974 鹿毛                              | 父の父Nijinsky II 1967 鹿毛                                                 | Northern Dancer                                                             | Natalma               |                  |
| 父 *ラッキーソブリン Lucky Sovereign 1974 鹿毛                              | 父の父Nijinsky II 1967 鹿毛                                                 | Flaming Page                                                                | Bull Page             | Bull Page        |
| 父 *ラッキーソブリン Lucky Sovereign 1974 鹿毛                              | 父の父Nijinsky II 1967 鹿毛                                                 | Flaming Page                                                                | Flaring Top           |                  |
| 父 *ラッキーソブリン Lucky Sovereign 1974 鹿毛                              | 父の母Sovereign 1965 鹿毛                                                   | Pardao                                                                      | Pardal                | Pardal           |
| 父 *ラッキーソブリン Lucky Sovereign 1974 鹿毛                              | 父の母Sovereign 1965 鹿毛                                                   | Pardao                                                                      | Three Weeks           |                  |
| 父 *ラッキーソブリン Lucky Sovereign 1974 鹿毛                              | 父の母Sovereign 1965 鹿毛                                                   | Urshalim                                                                    | Nasrullah             | Nasrullah        |
| 父 *ラッキーソブリン Lucky Sovereign 1974 鹿毛                              | 父の母Sovereign 1965 鹿毛                                                   | Urshalim                                                                    | Horama                |                  |
| 母 スノーショット 1973 芦毛                                                 | 母の父*フォルティノ Fortino 1959 芦毛                                       | Grey Sovereign                                                              | Nasrullah             | Nasrullah        |
| 母 スノーショット 1973 芦毛                                                 | 母の父*フォルティノ Fortino 1959 芦毛                                       | Grey Sovereign                                                              | Kong                  |                  |
| 母 スノーショット 1973 芦毛                                                 | 母の父*フォルティノ Fortino 1959 芦毛                                       | Ranavalo                                                                    | Relic                 | Relic            |
| 母 スノーショット 1973 芦毛                                                 | 母の父*フォルティノ Fortino 1959 芦毛                                       | Ranavalo                                                                    | Navarra               |                  |
| 母 スノーショット 1973 芦毛                                                 | 母の母健宝 1959 黒鹿毛                                                      | *ヒンドスタン                                                               | Bois Roussel          | Bois Roussel     |
| 母 スノーショット 1973 芦毛                                                 | 母の母健宝 1959 黒鹿毛                                                      | *ヒンドスタン                                                               | Sonibai               |                  |
| 母 スノーショット 1973 芦毛                                                 | 母の母健宝 1959 黒鹿毛                                                      | トキノタカラ                                                                | *プリメロ             | *プリメロ        |
| 母 スノーショット 1973 芦毛                                                 | 母の母健宝 1959 黒鹿毛                                                      | トキノタカラ                                                                | スターカツプ F-No.3-l |                  |

- 祖母の健宝（競走馬名ケンホウ）は1962年の桜花賞馬。
- 4代母スターカツプは1934年の帝室御賞典勝ち馬、5代母フロリスト（競走馬名フロラーカツプ）は1924年の帝室御賞典勝ち馬。
- さらに牝系を遡ると、小岩井農場の基礎輸入牝馬の1頭であるフロリースカツプにたどり着く。
- 祖母健宝の子孫にリリーズブーケ（サファイヤステークス）、ナリタハヤブサ（帝王賞）、ビッグウルフ（ジャパンダートダービー）、パワーストラグル（白山大賞典）